# Division 1 Féminine 2009-2010
La Division 1 Féminine 2009-2010 è stata la 36ª edizione della massima divisione del campionato francese femminile di calcio. Il campionato è iniziato il 27 settembre 2009 e si è concluso il 13 giugno 2010. L'Olympique Lione ha vinto il campionato per il quarto anno consecutivo. Capocannoniere del torneo è stata Eugénie Le Sommer (Stade Briochin) con 19 reti realizzate.

## Stagione

### Novità
Dalla Division 1 Féminine 2008-2009 sono stati retrocessi in Division 2 Féminine il Condéen e il Vendenheim. Dalla Division 2 Féminine sono stati promossi il La Roche-sur-Yon e il Montigny.

### Formato
Le 12 squadre si affrontano in un girone all'italiana con partite di andata e ritorno, per un totale di 22 giornate. La squadra prima classificata è campione di Francia, mentre le ultime due classificate retrocedono in Division 2. Le prime due classificate sono ammesse alla UEFA Women's Champions League.

## Squadre partecipanti
| Club                | Città                  | Stadio                       | Stagione 2008-2009              |
| ------------------- | ---------------------- | ---------------------------- | ------------------------------- |
| Hénin-Beaumont      | Hénin-Beaumont         | Stadio Raymonde Delabre      | 4º posto in Division 1          |
| FCF Juvisy          | Juvisy-sur-Orge        | Stadio Georges Maquin        | 3º posto in Division 1          |
| La Roche-sur-Yon    | La Roche-sur-Yon       | Stadio de Saint-André        | 1º posto in Division 2 gruppo A |
| Montigny            | Montigny-le-Bretonneux | Centre sportif de la Couldre | 1º posto in Division 2 gruppo B |
| Montpellier         | Montpellier            | Stadio Jules Rimet           | 2º posto in Division 1          |
| Olympique Lione     | Lione                  | Stade de Gerland             | Campione di Francia             |
| Paris Saint-Germain | Parigi                 | Stadio George-Lefèvre        | 8º posto in Division 1          |
| Saint-Étienne       | Saint-Étienne          | Stadio Léon Nautin           | 7º posto in Division 1          |
| Soyaux              | Soyaux                 | Stadio Léo Lagrange          | 10º posto in Division 1         |
| Stade Briochin      | Saint-Brieuc           | Stadio Fred Aubert           | 6º posto in Division 1          |
| Tolosa              | Tolosa                 | Stadio de la Ramée           | 9º posto in Division 1          |
| Nord Allier Yzeure  | Yzeure                 | Stadio de Bellevue           | 5º posto in Division 1          |

## Classifica finale
|  | Pos. | Squadra             | Pt | G  | V  | N | P  | GF | GS | DR  |
|  | ---- | ------------------- | -- | -- | -- | - | -- | -- | -- | --- |
|  | 1.   | Olympique Lione     | 78 | 22 | 18 | 2 | 2  | 93 | 11 | +82 |
|  | 2.   | FCF Juvisy          | 77 | 22 | 18 | 1 | 3  | 58 | 18 | +40 |
|  | 3.   | Paris Saint-Germain | 74 | 22 | 16 | 4 | 2  | 62 | 8  | +54 |
|  | 4.   | Montpellier         | 70 | 22 | 15 | 3 | 4  | 48 | 18 | +30 |
|  | 5.   | Nord Allier Yzeure  | 53 | 22 | 9  | 4 | 9  | 28 | 32 | -4  |
|  | 6.   | Saint-Étienne       | 48 | 22 | 8  | 2 | 12 | 26 | 44 | -18 |
|  | 7.   | Hénin-Beaumont      | 48 | 22 | 7  | 5 | 10 | 28 | 43 | -15 |
|  | 8.   | Tolosa              | 44 | 22 | 6  | 4 | 12 | 25 | 50 | -25 |
|  | 9.   | Stade Briochin      | 42 | 22 | 6  | 2 | 14 | 38 | 76 | -38 |
|  | 10.  | La Roche-sur-Yon    | 40 | 22 | 5  | 3 | 14 | 23 | 58 | -35 |
|  | 11.  | Soyaux              | 36 | 22 | 3  | 5 | 14 | 13 | 44 | -31 |
|  | 12.  | Montigny            | 32 | 22 | 3  | 1 | 18 | 15 | 55 | -40 |

Legenda:
      Campione di Francia e ammessa alla UEFA Women's Champions League 2010-2011.
      Ammessa alla UEFA Women's Champions League 2010-2011.
      Retrocesse in Division 2.
Note:
Quattro punti a vittoria, due a pareggio, uno a sconfitta.

## Risultati

### Tabellone
|                    | Hén  | Juv  | LaR  | Mtg  | Mon  | Oly  | PSG  | Sai  | Soy  | StB  | Tol  | Yze  |
| ------------------ | ---- | ---- | ---- | ---- | ---- | ---- | ---- | ---- | ---- | ---- | ---- | ---- |
| Hénin-Beaumont     | –––– | 0-1  | 2-1  | 4-1  | 2-1  | 3-1  | 0-4  | 1-1  | 2-1  | 5-5  | 1-4  | 0-0  |
| Juvisy             | 3-1  | –––– | 5-1  | 4-0  | 1-1  | 2-0  | 3-0  | 3-1  | 4-1  | 4-1  | 3-0  | 3-2  |
| La Roche-sur-Yon   | 3-1  | 0-2  | –––– | 3-2  | 0-3  | 0-5  | 1-1  | 4-3  | 1-0  | 2-4  | 1-1  | 0-2  |
| Montigny           | 3-0  | 1-3  | 0-2  | –––– | 2-5  | 0-5  | 0-1  | 0-1  | 1-0  | 0-2  | 1-1  | 0-1  |
| Montpellier        | 4-0  | 1-0  | 3-0  | 5-1  | –––– | 1-3  | 0-0  | 1-0  | 3-0  | 4-1  | 3-0  | 0-1  |
| O. Lione           | 3-1  | 6-1  | 9-0  | 6-0  | 5-0  | –––– | 1-1  | 5-0  | 5-0  | 5-0  | 5-0  | 4-0  |
| Paris SG           | 3-0  | 1-0  | 5-0  | 6-0  | 1-2  | 0-0  | –––– | 2-0  | 5-0  | 7-0  | 9-0  | 4-0  |
| Saint-Étienne      | 2-1  | 0-1  | 1-0  | 0-2  | 0-2  | 0-4  | 0-3  | –––– | 2-1  | 2-2  | 4-2  | 2-1  |
| Soyaux             | 0-1  | 0-3  | 2-2  | 1-0  | 1-1  | 0-7  | 0-1  | 0-1  | –––– | 3-2  | 0-0  | 0-0  |
| Stade Briochin     | 0-1  | 0-6  | 3-1  | 2-1  | 0-5  | 1-4  | 0-5  | 4-5  | 2-1  | –––– | 4-5  | 2-1  |
| Tolosa             | 1-1  | 1-2  | 2-1  | 2-0  | 0-1  | 1-7  | 0-1  | 1-0  | 0-1  | 3-1  | –––– | 1-2  |
| Nord Allier Yzeure | 1-1  | 0-4  | 2-0  | 1-0  | 0-2  | 0-3  | 1-2  | 4-1  | 1-1  | 6-2  | 2-0  | –––– |

## Statistiche

### Classifica marcatrici
| Gol |  |  | Giocatore         | Squadra         |
| --- |  |  | ----------------- | --------------- |
| 19  |  |  | Eugénie Le Sommer | Stade Briochin  |
| 18  |  |  | Marie-Laure Delie | Montpellier     |
| 17  |  |  | Kátia             | Olympique Lione |
| 15  |  |  | Lara Dickenmann   | Olympique Lione |
| 13  |  |  | Pauline Crammer   | Hénin-Beaumont  |
| 12  |  |  | Camille Abily     | Olympique Lione |
| 12  |  |  | Laëtitia Tonazzi  | FCF Juvisy      |